# Adelognathus adventor
Adelognathus adventor är en stekelart som beskrevs av Dmitriy R. Kasparyan 1986. Adelognathus adventor ingår i släktet Adelognathus och familjen brokparasitsteklar. Inga underarter finns listade i Catalogue of Life.